# Lost blue of Chartres
Lost blue of Chartres dan wel Spetters was de dertiende single van de symfonische rockgroep Kayak.
Spetters, dat deel uitmaakte van de soundtrack van Paul Verhoevens film Spetters, staat als zodanig niet vermeld op elpees van Kayak. Het nummer komt voor onder de titel Lost blue of Chartres op het muziekalbum Periscope life uit 1980. De film was een redelijk groot succes, vooral onder de jeugd in Nederland, maar dat kon niet verhinderen dat de nogal op klassieke muziek geschoolde single niet verder kwam dan de tipparade. Het nummer Lost blue of Chartres vulde zowel de A- als B-kant. De tekst van Lost blue lijkt daarbij los te staan van de film.